# 賽松河
賽松河（法語：Saison，法語發音：[sɛzɔ̃] ⓘ），又称莫莱翁河（法語：Gave de Mauléon），是法國的河流，位於該國西南部，屬於奧洛龍河的左支流，河道全長54公里，流域面積627平方公里，發源自利克-阿泰雷，河口處在欧特维耶勒-圣马丹-比德朗。

## 外部連結
- The Saison at the Sandre database